# Квитницкий, Ксенофонт Фёдорович
Ксенофонт Фёдорович Квитницкий (Квитницкий 1-й) (1782—1845) — русский военачальник, генерал-лейтенант, кавалер ордена Святого Георгия IV-й степени.

## Биография
Ксенофонт Квитницкий родился в 1782 году. Формулярный список 1803 года так определял его происхождение и состояние: «обер-офицерский сын из польского шляхетства, дом его отца Слободской Украинской губернии в городе Змиеве, недвижимого имения и крестьян нет».
Квитницкий вступил в военную службу кадетом 8 сентября 1790 года. Участник кампаний в Польше 1792—1794 годов. 2 января 1797 года переименован в унтер-офицеры в Изюмском легкоконном полку. Юнкер (28 ноября 1798 года), затем портупей-юнкер (17 апреля 1802 года); 15 сентября 1802 года был произведён в корнеты в том же полку. При сформировании 16 мая 1803 года Одесского гусарского полка переведён в этот полк. 17 сентября того же года Одесский гусарский полк был преобразован в Уланский Его Императорского Высочества Цесаревича и Великого Князя Константина Павловича полк. При наделении полка правами Старой Гвардии в 1809 году он был разделён на Лейб-уланский и Лейб-драгунский. К последнему и был причислен штабс-ротмистр Квитницкий.
С отличием участвовал в боях в период Наполеоновских войн. 13 марта 1814 года за доблесть в ходе Заграничных походов русской армии полковник Ксенофонт Квитницкий был награждён орденом Святого Георгия 4-й степени за битву при Фер-Шампенуазе.
С 15 мая 1817 года по 1 января 1819 года — командир Каргопольского драгунского полка. 1 января 1819 года произведён в генерал-майоры с назначением состоять при начальнике 1-й конно-егерской дивизии. Был командиром 2-й бригады 1-й драгунской дивизии (состоявшей из Кинбурнского и Новороссийского драгунских полков). Затем — начальник всей 1-й драгунской дивизии. С дивизией участвовал в подавлении польского восстания 1830—1831 годов находясь в корпусе Ридигера. 6 октября 1831 года произведён в генерал-лейтенанты и назначен комендантом Вильны.
Конец службы Квитницкого был омрачён делом польского революционного деятеля Симона Конарского и предпринятой русским офицером Короваевым попыткой освободить Конарского из заключения в 1838 году. Два месяца спустя после приведения в исполнения смертного приговора Конарскому (27 февраля 1839 года), которым он руководил по должности коменданта, Квитницкий был Высочайше уволен от службы «вследствие беспорядков, открывшихся по Комендантскому управлению в г. Вильне», не получив при отставке мундира и пенсии; одновременно его помощник, виленский плац-майор полковник Богданович, был отставлен от службы «за нерадение в исполнении своей обязанности». Новым комендантом Вильны Николай I назначил, вернув на службу из отставки, генерал-лейтенанта Д. С. Есакова, а новым плац-майором — полковника Недоброво. При расследовании был полностью оправдан.

## Личная жизнь

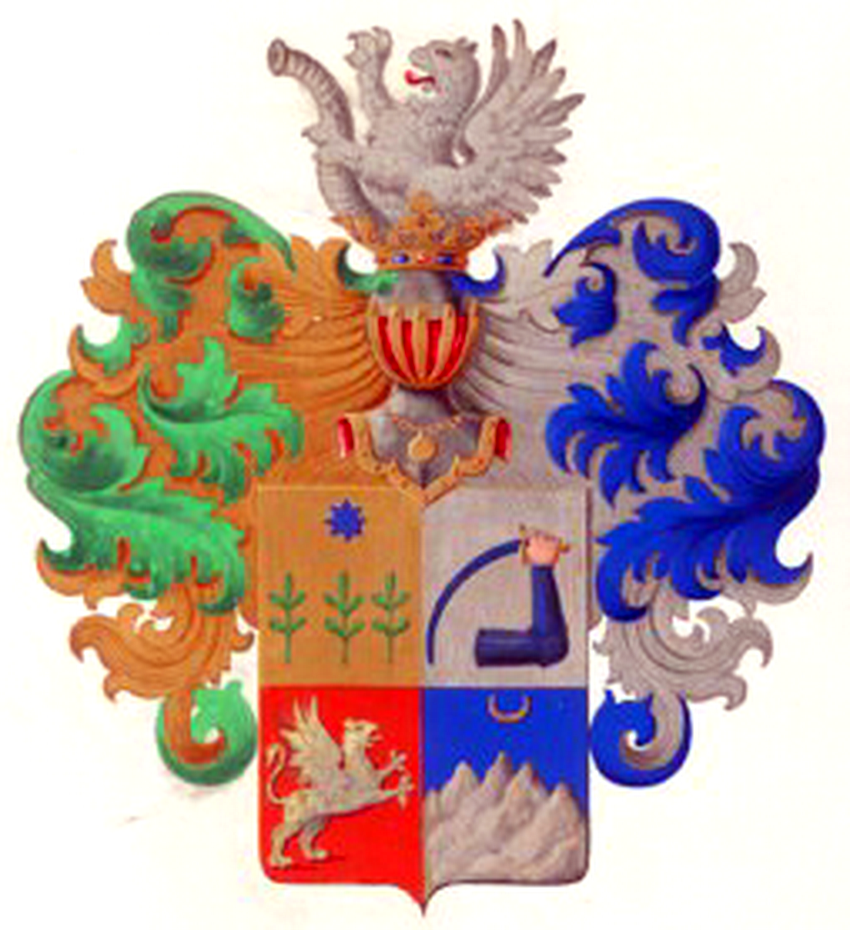
Герб Квитницких

Его старший брат Аким Фёдорович Квитницкий — также Георгиевский кавалер. Ксенофонт Фёдорович был членом масонской ложи «Золотое Кольцо».
7 февраля 1836 года Ксенофонт Фёдорович получил жалованную грамоту о возведении его с детьми в потомственное дворянское Российской империи достоинство.
Трое его сыновей — Леонид, Виктор и Эраст — вышли в генералы Русской императорской армии. Четвёртый сын — Владимир — полковник.
Скончался 25 августа 1845 года.

## Награды
- Орден Святой Анны 3-й (затем — 4-я) степени (21 сентября 1807)
- Орден Святого Владимира 4-й степени с бантом
- Орден Святого Георгия 4-й степени (13 марта 1814)
- Орден Святой Анны 1-й степени (6 августа 1830)
- Орден Святого Владимира 2-й степени (4 ноября 1831)
- Знак отличия за ХХХ лет беспорочной службы (1834)
- Прусский орден Pour le Mérite
- «Знак отличия Железного креста» (Кульмский крест)